# Lamprochernes nodosus
Lamprochernes nodosus es una especie de arácnido  del orden Pseudoscorpionida de la familia Chernetidae.

## Distribución geográfica
Se encuentra en Europa, República Democrática del Congo y  Sri Lanka.